# Australie aux Jeux olympiques d'hiver de 2010
Cet article contient des informations sur la participation et les résultats de l'Australie aux Jeux olympiques d'hiver de 2010 à Vancouver au Canada.

## Cérémonies d'ouverture et de clôture

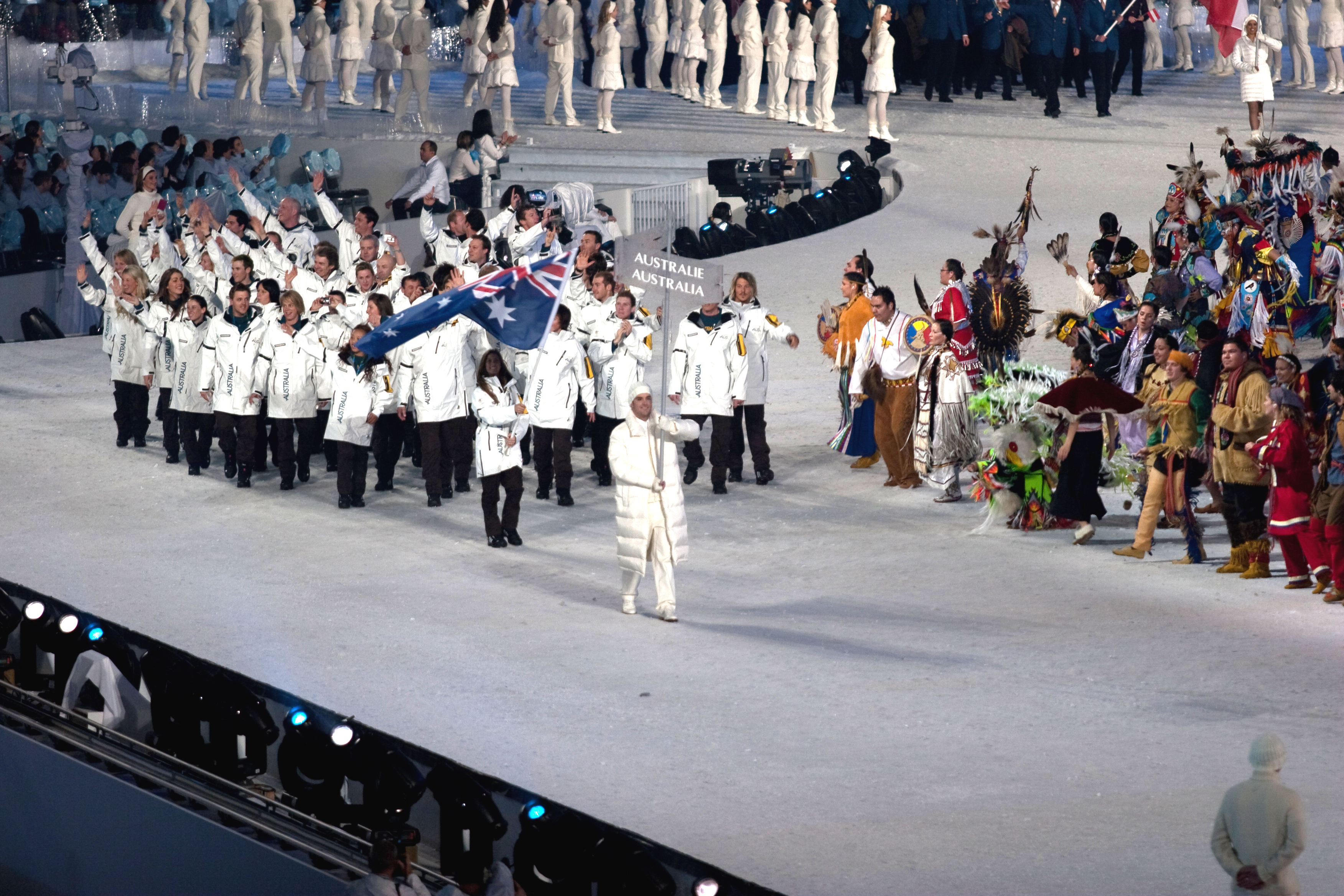
Entrée de la délégation australienne lors de la cérémonie d'ouverture.

Comme cela est de coutume, la Grèce, berceau des Jeux olympiques, ouvre le défilé des nations, tandis que le Canada, en tant que pays organisateur, ferme la marche. Les autres pays défilent par ordre alphabétique. L'Australie est la septième des 82 délégations à entrer dans le BC Place Stadium de Vancouver au cours du défilé des nations durant la cérémonie d'ouverture, après l'Arménie et avant l'Autriche. Cette cérémonie est dédiée au lugeur géorgien Nodar Kumaritashvili, mort la veille après une sortie de piste durant un entraînement. Le porte-drapeau du pays est la snowboardeuse Torah Bright.
Lors de la cérémonie de clôture qui se déroule également au BC Place Stadium, les porte-drapeaux des différentes délégations entrent ensemble dans le stade olympique et forment un cercle autour du chaudron abritant la flamme olympique. Le drapeau australien est alors porté par Lydia Lassila, médaillée d'or en ski acrobatique lors de ces Jeux.

## Médailles

### Médailles d'or
| Sport              | Discipline      | Sportifs      | Performance   |
| Médailles d'Or : 2 |                 |               |               |
| Snowboard          | Halfpipe femmes | Torah Bright  | 45.0 points   |
| Ski acrobatique    | Sauts femmes    | Lydia Lassila | 214.74 points |

### Médaille d'argent
| Sport                  | Discipline    | Sportifs        | Performance  |
| Médailles d'Argent : 1 |               |                 |              |
| Ski acrobatique        | Bosses hommes | Dale Begg-Smith | 26.58 points |

## Épreuves

### Biathlon
| Athlète         | Épreuve          | Finale        | Finale |
| Athlète         | Épreuve          | Résultat      | Rang   |
| --------------- | ---------------- | ------------- | ------ |
| Alexei Almoukov | Sprint 10 km     | 30 min 57 s 9 | 87e    |
| Alexei Almoukov | 20 km individuel | 57 min 37 s 6 | 78e    |

### Bobsleigh
| Athlète                      | Épreuve    | Manche 1 | Manche 1 | Manche 2 | Manche 2 | Manche 3 | Manche 3 | Manche 4 | Manche 4 | Total         | Total |
| Athlète                      | Épreuve    | Résultat | Rang     | Résultat | Rang     | Résultat | Rang     | Résultat | Rang     | Résultat      | Rang  |
| ---------------------------- | ---------- | -------- | -------- | -------- | -------- | -------- | -------- | -------- | -------- | ------------- | ----- |
| Chris Spring Duncan Harvey   | Bob à deux | 53 s 14  | 21e      | 54 s 41  | 22e      | 53 s 18  | 22e      | -        | -        | 2 min 40 s 73 | 22e   |
| Jeremy Rolleston Duncan Pugh | Bob à deux | -        | DNF      |          |          |          |          |          |          | -             | DNF   |

| Athlète                                | Épreuve    | Manche 1 | Manche 1 | Manche 2 | Manche 2 | Manche 3 | Manche 3 | Manche 4 | Manche 4 | Total         | Total |
| Athlète                                | Épreuve    | Résultat | Rang     | Résultat | Rang     | Résultat | Rang     | Résultat | Rang     | Résultat      | Rang  |
| -------------------------------------- | ---------- | -------- | -------- | -------- | -------- | -------- | -------- | -------- | -------- | ------------- | ----- |
| Astrid Loch-Wilkinson Cecilia Mcintosh | Bob à deux | 54 s 85  | 20e      | 54 s 66  | 18e      | 55 s 16  | 21e      | -        | -        | 2 min 44 s 67 | 19e   |

### Luge
| Athlète              | Épreuve       | Manche 1 | Manche 1 | Manche 2 | Manche 2 | Manche 3 | Manche 3 | Manche 4 | Manche 4 | Total          | Total |
| Athlète              | Épreuve       | Résultat | Rang     | Résultat | Rang     | Résultat | Rang     | Résultat | Rang     | Résultat       | Rang  |
| -------------------- | ------------- | -------- | -------- | -------- | -------- | -------- | -------- | -------- | -------- | -------------- | ----- |
| Hannah Campbell-Pegg | Simple femmes | 42 s 527 | 25e      | 42 s 570 | 26e      | 42 s 606 | 21e      | 42 s 519 | 21e      | 2 min 50 s 222 | 23e   |

### Patinage artistique
L'Australie a une qualifiée pour l'épreuve dames.
| Athlète      | Épreuve       | Programme Court | Programme Court | Programme Libre | Programme Libre | Total    | Total |
| Athlète      | Épreuve       | Résultat        | Rang            | Résultat        | Rang            | Résultat | Rang  |
| ------------ | ------------- | --------------- | --------------- | --------------- | --------------- | -------- | ----- |
| Cheltzie Lee | Simple femmes | 52.16           | 18e             | 86.00           | 20e             | 138.16   | 20e   |

### Patinage de vitesse
| Athlète     | Épreuve       | Manche 1 | Manche 1 | Manche 2 | Manche 2 | Total    | Total |
| Athlète     | Épreuve       | Résultat | Rang     | Résultat | Rang     | Résultat | Rang  |
| ----------- | ------------- | -------- | -------- | -------- | -------- | -------- | ----- |
| Sophie Muir | Simple femmes | 39 s 649 | 31e      | 39 s 400 | 27e      | 79 s 049 | 29e   |

### Patinage de vitesse sur piste courte
Femmes
- Tatiana Borodulina

Hommes
- Lachlan Hay

### Skeleton
Hommes
- Anthony Deane
- John Farrow

Femmes
- Melissa Hoar
- Emma Lincoln-Smith

### Ski acrobatique
Hommes
- Dale Begg-Smith
- Jacqui Cooper
- David Morris
- Scott Kneller

Femmes
- Ramone Cooper
- Britteny Cox
- Lisa Gardner
- Katya Krema
- Lydia Lassila
- Bree Munro
- Jenny Owens

### Ski alpin

#### Qualifications
Trois-cent-vingt places sont attribuables en ski alpin pour les Jeux olympiques de Vancouver, dans la limite de vingt-deux skieurs par nation. Chaque délégation ne peut engager plus de quatre skieurs par épreuve. La période d'obtention des quotas s'étale entre juillet 2008 et le 25 janvier 2010. Pour se qualifier, les skieurs classés parmi les 500 premiers de chaque épreuve au classement établi par la Fédération internationale de ski (FIS) sont admissibles, en sachant que pour les épreuves de descente, de super-combiné et de super-G, les skieurs doivent détenir un maximum de 120 points FIS dans l'épreuve concernée. Si une nation ne possède aucun skieur réalisant ces critères, il lui est néanmoins possible d'engager un skieur dans les épreuves de slalom et de slalom géant, à condition que celui-ci ait participé aux 2009 et qu'il ne dépasse pas les 140 points FIS dans l'épreuve concerneée. Craig Branch et Jonathon Brauer font tous les deux partie des 500 premiers skieurs du classement de la FIS dans les épreuves de descente et de super-G, et sont à ce titre qualifiés pour participer aux Jeux de Vancouver dans ces deux disciplines.

#### Résultats
| Athlète         | Épreuve  | Temps final   | Retard | Rang |
| --------------- | -------- | ------------- | ------ | ---- |
| Craig Branch    | Descente | 1 min 57 s 19 | 2 s 88 | 34e  |
| Craig Branch    | Super-G  | 1 min 32 s 89 | 2 s 55 | 29e  |
| Jonathon Brauer | Descente | 1 min 58 s 08 | 3 s 77 | 39e  |
| Jonathon Brauer | Super-G  | 1 min 32 s 92 | 2 s 58 | 30e  |

### Ski de fond
Hommes
- Paul Murray (en)
- Ben Sim
- Callum Watson

Femmes
- Esther Bottomley

### Snowboard
Hommes
- Damon Hayler
- Scott James
- Ben Mates
- Alex Pullin

Femmes
- Torah Bright
- Stephanie Hickey
- Holly Crawford
- Johanna Shaw